# Resolució 1572 del Consell de Seguretat de les Nacions Unides
La Resolució 1572 del Consell de Seguretat de les Nacions Unides fou adoptada per unanimitat el 15 de novembre de 2004. Després de recordar la Resolució 1528 (2004) sobre la situació a Costa d'Ivori, el Consell va imposar un embargament d'armes al país després de la recent violència i amenaces de noves sancions si les parts de Costa d'Ivori no complien els seus compromisos polítics.

## Resolució

### Observacions
El Consell de Seguretat va assenyalar que, tot i diversos acords polítics, les hostilitats s'havien reprès a Costa d'Ivori en violació de l'acord d'alto el foc de maig de 2003. Hi havia preocupació per la situació humanitària i l'ús dels mitjans de comunicació del país per incitar l'odi als estrangers. Al mateix temps, van ser elogiats els esforços en curs de la Unió Africana i la Comunitat Econòmica dels Estats d'Àfrica Occidental (ECOWAS) per establir la pau i l'estabilitat.

### Actes
El Consell de Seguretat va condemnar l'atac aeri de les Forces Armades Nacionals de Costa d'Ivori com a violació de l'alto el foc i va exigir que totes les parts s'adaptessin a l'acord d'alto el foc, tot fent èmfasi que no hi havia solució militar al conflicte. Va reafirmar el suport a l'Operació de les Nacions Unides a Costa d'Ivori (UNOCI) i a les forces franceses. Mentrestant, també va exigir que cessin immediatament totes les emissions de ràdio i televisió incitant a l'odi i la violència.
La resolució va imposar un embargament d'armes a Costa d'Ivori per un període inicial de 13 mesos, que no s'aplicaria als usos de les Nacions Unides o humanitaris. A més, es va imposar una congelació de prohibició de viatjar i d'actius de 12 mesos a aquells que estaven intentant impedir el procés de pau, violant els drets humans o incitant l'odi al país. Les restriccions no s'aplicarien en el cas de la necessitat humanitària. El Consell va decidir que les mesures es revisaran en 13 mesos, i es va establir un Comitè per supervisar l'aplicació de les sancions.